# 李名刚
李名刚（1967年5月—），男，湖北阳新人，中华人民共和国外交官，曾任中华人民共和国驻科威特国特命全权大使，现任中华人民共和国驻瓦努阿图共和国特命全权大使。

## 生平
李名刚出生于湖北省阳新县陶港镇。1986年他自阳新一中考入外交学院，1990年大学毕业并获文学学士学位。同年，进入中华人民共和国外交部工作，先后在外交部新闻司、驻美国大使馆、外交部干部司、驻印度大使馆任职。2009年，挂职四川省人民政府博览事务局副局长。2012年，任驻东南亚国家联盟使团公使衔参赞。2015年1月，出任中华人民共和国驻孔敬总领事。2017年，任外交部新闻司副司长。2018年12月，出任中华人民共和国驻科威特大使。2022年3月，自驻科威特大使离任。8月，出任中华人民共和国驻瓦努阿图大使。

## 家庭
已婚，有一子。